# Polydora derjugini
Polydora derjugini är en ringmaskart som beskrevs av Zachs 1933. Polydora derjugini ingår i släktet Polydora och familjen Spionidae. Inga underarter finns listade i Catalogue of Life.